# ボラ・ティヌブ
ボラ・アハメド・アデクンレ・ティヌブ（英語: Bola Ahmed Adekunle Tinubu, 1952年3月29日 - ）は、ナイジェリアの会計士、政治家。現在、同国大統領（第8代）。1992年に政界入りして以降、元老院議員やラゴス州知事を務め、2023年に大統領選挙で当選し、同年5月29日に大統領に就任した。

## 前半生
1952年3月29日にナイジェリア（当時イギリスの保護領）の南西部（ラゴスまたはオスン州）で生まれた。幼少期はラゴスのセント・ジョンズ小学校 (St. John's Primary School)、イバダンの児童養護施設の学校 (Children's Home School)に通学した。
1970年代（1975年）にアメリカ合衆国へ渡り、シカゴのサウスウエスト・カレッジ（現リチャード・J・デイリー・カレッジ）、次いでシカゴ州立大学で学んだ。シカゴ州立大学では経営学を専攻し、1979年に学士号を得た。アーサー・アンダーセン、デロイトなど数社の会計事務所で働いたのち、1983年にナイジェリアに帰国すると、モービル社 (Mobil Oil Nigeria)に監査役として勤務し、重役まで上り詰めた。

## 政治家として
1992年に政界入りし、社会民主党からラゴス西区の元老院議員に立候補、のち選出される。1993年の大統領選挙が無効化されてサニ・アバチャ将軍が実権を掌握すると、民主派の全国民主化連合で積極的に活動した。民主化を求める活動で投獄されたが、1994年に亡命した。
アバチャの死後1998年にナイジェリアへ帰国すると、翌年1月に民主主義同盟からラゴス州知事に立候補して知事に選出され、2003年に再選、2007年までその職を務めた。州知事時代の功績としては税務執行を厳格化して州の歳入を大幅に向上させたり、ラゴスの大渋滞の解決策として公共交通機関の事業計画を策定したことが挙げられる。他方、州知事の任期満了前の2007年4月、16の海外口座を違法に動かしていた疑いで行動規範の裁定委員会にかけられるなど、資金洗浄や票の買収に関与した疑いが指摘されることもあった。
2013年、主要3政党を中心とする野党が与党国民民主党に対抗するべく協力してできた全進歩会議の立ち上げに関わり、2015年の大統領選挙ではムハンマド・ブハリを支持した。同選挙では、ブハリが得票率53%で国民民主党候補のグッドラック・ジョナサンを破り、1999年の民政移管後初の政権交代が実現している。ブハリは2019年の大統領選挙でも再選された。

### 2023年の大統領選挙
ブハリの任期満了に伴い、2023年2月25日に大統領選挙が行われた。ナイジェリアの憲法では連続3選が禁じられており、ブハリはこれ以上大統領選挙に出馬することが出来なかった。
ティヌブはまず、2022年1月10日に大統領へ出馬する意向を表明した。2022年6月に全進歩会議で行われた大統領選挙の候補者を決める党全国大会ではティヌブ含む23人が立候補に名を挙げ、意見の折り合いが付かず当初予定を変えて投票という形で候補者を決めることになった。途中名を挙げていた7人が辞退の上ティヌブ支持を表明し、結果としてロティミ・アマエチ元交通相（316票）やイェミ・オシンバジョ副大統領（235票）の得票を大きく上回る1299票を獲得、大統領候補に選出された。
ところで、全進歩会議では党の役職の正副をナイジェリア南部出身者・北部出身者とでバランスをとることが決められており、大統領候補に選ばれたティヌブは南部出身でムスリム（イスラム教徒）であるから、宗教間のバランスも考えるなら、副大統領候補は北部出身のキリスト教徒となることが想定されていた。
ただ、この想定通りに北部出身のキリスト教徒を副大統領候補に据えた場合、特に北部に多いムスリムからの支持を失うリスクがあり、北部の州知事らも南部から大統領候補を選ぶことに異議を唱えなかった一方で、副大統領候補に北部出身のキリスト教徒を選ぶことを好ましく思っておらず、選んだ場合は国民民主党支持に鞍替えすることを厭わないという姿勢を見せる政治家もいた。
こうした背景のもと、北西部の知事らはカドゥナ州のナシル・エル＝ルファイ州知事を副大統領候補として推薦していたにもかかわらず、ティヌブはキリスト教徒からの反発を踏まえた上でムスリムのカシム・シェッティマ元ボルノ州知事を副大統領候補に指名した。
大統領候補に選ばれたティヌブは2022年10月21日にマニフェストを発表し、燃料補助金の廃止、廃止で生じた財源を使ったインフラ整備・社会福祉への投資、石油下流部門の規制緩和による石油製品の安定供給確保、治安維持の一環としての戦術的通信機器・新規車両の導入を公約に挙げた。
また、税収が非常に低いナイジェリアがとる財政政策として法人税の徴税方式見直しや奢侈税・輸入関税の増税を、主要産業である石油政策として盗掘対策や油田開発による生産量3倍増を訴えた。
2月25日に行われた大統領選挙は18政党で争われ、そのうちティヌブ、国民民主党のアティク・アブバカル、労働党のピーター・オビの3人、ないしはこれに新ナイジェリア国民党のラビウ・クワンクワソを加えた4人が有力候補として争った。
選挙の結果、独立選挙管理委員会は3月1日、ティヌブの当選を発表。オビ（610万1533票、25.4%）とアブバカル（698万4520票、29.1%）を抑えての当選となった（879万4726票、36.6%）。ただし、投票当日から汚職や技術上の問題を主張する声が上がっており、選挙結果を受けてティヌブ陣営は勝利演説をした一方で、主要野党は大規模な改竄・操作があったと共同声明で主張、欧州連合などの監視団体も透明性の欠如を批判しており、結果をめぐっては不正を主張する声が相次いだ。オビとアブバカルは法的措置に言及し、このうちオビは3月21日までに選挙結果の無効を裁判所に申し立てた。同年5月29日、大統領に就任。

## 私生活
1987年にオルレミ・ティヌブと結婚し、4人または6人の子供がいる。オルレミは1960年9月21日生まれで、2023年3月3日時点ではラゴス中区選出の元老院議員を務めている。
少なくとも以下の名誉学位を得ている。
民法博士（シエラレオネ、ンジャラ大学）
理学博士（ナイジェリア、カノ州科学技術大学）
理学博士（経営科学）（ナイジェリア、ラドケ・アキントラ技術大学）
Doctor of Political Science and Diplomacy（ナイジェリア、アデレケ大学）
経営学博士（ナイジェリア、アブジャ大学、ウスマン・ダン・フォディオ大学）

## 著作
少なくとも以下の2冊を著した。
- Financialism: Water From an Empty Well
  - Pinnacle Publications、2012年。ブライアン・ブラウン (Brian Browne)との共著[25]。
- Common Sense Revolution
  - 第7回ボラ・ティヌブ討論会で発表された。